# Margaret Bechstein Hays
Margaret Bechstein Hays (6 de dezembro de 1887– 21 de agosto de 1956) foi uma passageira na viagem inaugural do RMS Titanic. Ela e seu cão sobreviveram ao naufrágio do navio, escapando no bote salva-vidas número 7. Depois do desastre, ela tomou conta de duas pequenas crianças conhecidas como os "Órfãos do Titanic" em sua casa em Nova Iorque enquanto a mãe das crianças os procurava.

## Vida pregressa
Margaret Bechstein Hays nasceu em 6 de dezembro de 1887, filha de Frank e Mary A. Hays.

## A bordo doTitanic
Ela tinha 24 anos quando embarcou no Titanic em Cherbourg-Octeville, França, acompanhada de duas amigas, Olive Earnshaw e Lily Potter. Earnshaw e Hays ocuparam a cabine da Primeira Classe C-54. Gilbert Tucker, um jovem que Hays tinha conhecido na Europa, encurtou sua visita para se juntar a ela no Titanic. Ele ocupou a cabine C-53.
Quando o navio atingiu um iceberg em 14 de abril de 1912, Hays e Earnshaw estavam em sua cabine. Quando os motores pararam elas foram até o quarto de Potter, e depois foram se informar sobre a situação. Quando elas retornaram para o quarto de Potter, lhes disseram: "Atingimos um iceberg mas o tripulante nos disse que não devemos nos preocupar e voltar para a cama." Embora Hays não estivesse preocupada, Potter estava assustada. Elas se vestiram e enrolaram a spitz alemã de Hays em cobertores. Elas se dirigiram para o Convés C, onde Tucker as ajudou a receber os coletes salva-vidas. Enquanto Margaret segurava sua spitz, James Clinch Smith passou e comentou brincando: "Oh, acho que devemos colocar também um colete salva-vidas na cachorrinha também".

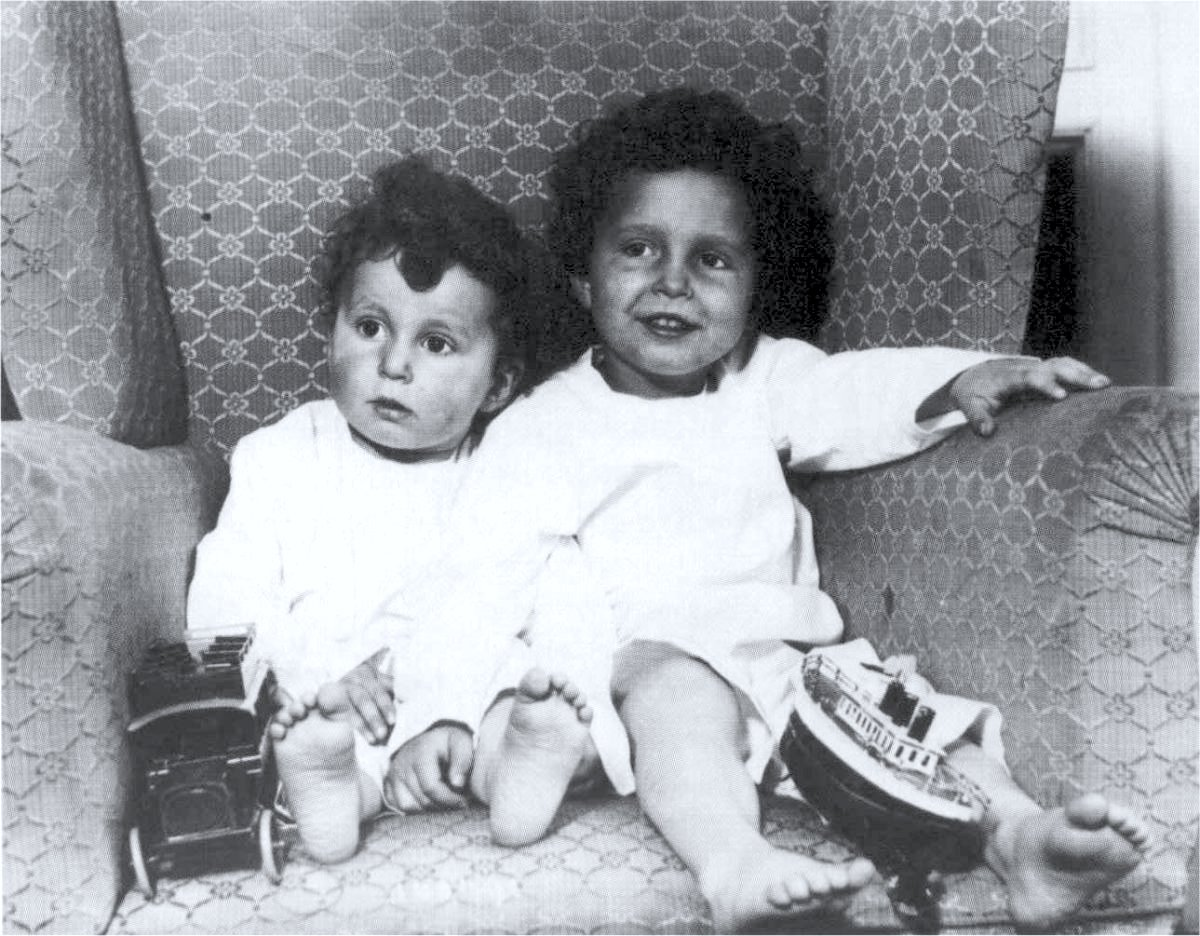
Michel, à direita, e seu irmão, Edmond, em fotografia tirada para ajudar na sua identificação após o naufrágio

As três mulheres e o cão embarcaram no bote número 7, que foi o primeiro bote a ser lançado. Os ocupantes do bote 7 foram resgatados na manhã do dia 15 de abril pelo RMS Carpathia. Também no Carpathia estavam dois garotinhos que só falavam francês. Margaret falava francês fluentemente e ficou preocupada que eles seriam separados um do outro. Ele se voluntariou para tomar conta das crianças até que sua família pudesse ser localizada. Os garotos brincaram com a cachorrinha de Hays, Lady, enquanto estavam no bote.
As identidades das crianças eram inicialmente desconhecidas, mas foi descoberto que eram Edmond e Michel Navratil. O pai das crianças, Michel Sr., que morreu no desastre, tinha embarcado no Titanic sob um nome falso. Ele tiinha tomado as crianças de sua esposa separada e estava os levando para os Estados Unidos. Ao retornar a Nova York, Margaret cuidou das crianças, que se tornaram conhecidas como "Órfãos do Titanic"." Ele obteve ajuda da Children's Aid Society em cuidar dos garotos até que sua mãe, Marcelle Navratil, viesse de Nice, França, para os levar.

## Vida pessoal
Hays se casou com um médico de Rhode Island, Charles Daniel Easton, em 1913 e tiveram duas filhas. Ela ficou viúva em 4 de outubro de 1934. Ela morreu em 21 de agosto de 1956, em Buenos Aires, Argentina, de ataque cardíaco enquanto estava de férias com uma de suas filhas. Foi enterrada na igreja St. Mary's Churchyard, Portsmouth, Rhode Island.
Margaret Bechstein Hays não tinha, como se afirma às vezes, relação com a vítima do desastre Charles Melville Hays, um executivo de ferrovias viajando na Primeira Classe do Titanic com sua esposa Clara e sua filha adulta Orian (ambas sobreviveram) e genro (que pereceu). O grupo do Sr. Hays estava em diferentes cabines no Convés B.